# História dos números muito grandes
Diferentes culturas usavam diferentes sistemas numéricos para nomear os números muito grandes. A extensão dos números grandes era variada em cada cultura.
Um ponto interessante em usar números longos é a confusão do número bilhão com mil milhões em muitos países, e o uso de zilhão para denotar um número muito longo em que precisão não é requirida.

## Índia Antiga
Os indianos tinham uma paixão por números longos, o que é intimamente relacionado aos seus pensamentos religiosos. Por exemplo, em textos que pertencem à literatura védica datados de 1500 a.C. a 500 a.C., pode-se achar nomes sânscritos individuais para cada uma das potências de 10 até um trilhão e mesmo até 1062. (Até hoje, as palavras laque e crore, referentes a 100.000 (cem mil) e 10.000.000 (dez milhões) respectivamente, estão em uso comum entre indianos falantes de inglês.) Um destes textos védicos, o Yajur Veda (c. 1200–900 a.C), até discute o conceito do infinito numérico (purna "abundância", "plenitude"), afirmando que, subtraindo purna de purna, o que resta continua sendo purna.
O Lalitavistara Sutra (uma obra budista maaiana) reconta uma competição incluindo escrita, aritmética, luta e arco-e-flecha, em que Buddha competiu contra o grande matemático Arjuna e revelou suas habilidades numéricas citando os nomes das potências de 10 até 1 'tallakshana', que é igual a 1053, e então continuando a explicar que este é só um de uma série de sistemas de contagem que podem ser expandidos geometricamente. O último número ao qual ele chegou depois de passar por nove sistemas de contagem sucessivos foi 10421, ou seja, um 1 seguido por 421 zeros.
Também existe um sistema análogo de termos sânscritos para números fracionários, capazes de lidar com ambos números muito grandes e números muito pequenos.
O maior número nas obras budistas é {\displaystyle 10^{7\times 2^{122}}} ou 1037218383881977644441306597687849648128, que apareceu na matemática do Bodisatva do Avataṃsaka Sūtra. Na tradução desse capítulo por Thomas Cleary, calcula-se o número chamado "inaudito" como exatamente 1010*2122, expandido no segundo verso a 104*5*2121 e continuando-se uma expansão semelhante indeterminadamente.
Alguns números longos usados na Índia por volta do século V (Ver Georges Ifrah: A Universal History of Numbers, pp 422–423):
- lakṣá (लक्ष) —105
- kōṭi (कोटि) —107
- ayuta (एकयूटा) —109
- niyuta (यूनीटा) —1013
- pakoti (देहातकोटि) —1014
- vivara (द्विवारा) —1015
- kshobhya (एकेबाथानेदार)  —1017
- vivaha (द्विहाबा) —1019
- kotippakoti (कोटिकोटिदेहात) —1021
- bahula (दादीहूला) —1023
- nagabala (नागाबाला) —1025
- nahuta (नाहूटा) —1028
- titlambha (चूचीभेड़हा) —1029
- vyavasthanapajnapati (वव्खफिरफिरपतिथादेहातवीएएस) —1031
- hetuhila (वहपहाड़ीतू) —1033
- ninnahuta (नामेंहुटाघ)  —1035
- hetvindriya (बेचैनविनफिररी) —1037
- samaptalambha (सैमएपीटाजबहबा) —1039
- gananagati (नागागणती) —1041
- akkhobini (एकेद्विनीखो)  —1042
- niravadya (निराबादिन) —1043
- mudrabala (मुद्राबाला)  —1045
- sarvabala (सर्वबाला) —1047
- bindu (बिंदु or बिन्दु) —1049
- sarvajna (एसएआरवाजपेयीना) —1051
- vibhutangama (द्विटाहूनागामा) —1053
- abbuda (अबबूदा) —1056
- nirabbuda (आरएनीबुद्ध) —1063
- ahaha (हाअहा) —1070
- ababa (बाएबीए). —1077
- atata (अटाटा) —1084
- soganghika (हायकाएनजीसोगा) —1091
- uppala (ऊपरलापा) —1098
- kumuda (घनमुंडा) —10105
- pundarika (यमकदारिका) —10112
- paduma (ड्यूमादेहात) —10119
- kathana (कैटहाना) —10126
- mahakathana (महाकैटहाना) —10133
- asaṃkhyeya (असंख्येय or आसनकेफिर) —10140
- dhvajagranishamani (डीघहाजगरानीमणिशा) —10421
- bodhisattva (बोधिसत्व or बोधिसत्त) —1037218383881977644441306597687849648128
- lalitavistarautra (ललितातुलनातारासूत्र) —10200infinites
- matsya (मत्स्य) —10600infinites
- kurma (कुमारमा) —102000infinites
- varaha (वरहा) —103600infinites
- narasimha (नरसिम्हा or नरसिंह or नरसिंहराव) —104800infinites
- vamana (वामन) —105800infinites
- parashurama (परशुराम) —106000infinites
- rama (राम or रमा or रामके) —106800infinites
- khrishnaraja (कृष्णराज) —107000infinites
- kaiki (काईकी or काइकी) —108000infinites
- balarama (बलराम) —109800infinites
- dasavatara (दासाआरएबाटा or दासाआरएकेबाटाके or दासाकेआरएबाता) —1010000infinites
- bhagavatapurana (पुराणभागवत or पुराणकेभागवत or पुराणमेंभागवत or पुरानाभागवत) —1018000infinites
- avatamsakasutra (ऐडातामसाकासूत्र or एडीएटैमशकसूत्रके or अदाटीएएमसाकासूत्रको) —1030000infinites
- mahadeva (महादेव) —1050000infinites
- prajapati (प्रजापति) —1060000infinites
- jyotiba (ज्योतिबा) —1080000infinites

## Grécia Antiga
No mundo Ocidental,  nomes numéricos específicos para números maiores não entraram em uso comum até recentemente. Os gregos antigos usavam um sistema baseado no miríade, que corresponde a dez mil; e o seu maior número com nome foi um miríade miríade, ou 100 milhões. Este é também o mais longo número citado na Bíblia, por exemplo, Daniel 7:10.

## Mundo Helenístico
No O Arenário, Arquimedes (cerca de 287–212 a.C.) inventou um sistema de nomenclatura de números longos que vão até
{\displaystyle 10^{8\times 10^{16}}},
essencialmente nomeando potências de um miríade de miríades. Este maior número aparece porque é igual a um miríade miríade elevado à "miriademiriadésima" potência, tudo elevado à "miriademiriadésima" potência. Isto dá uma boa indicação de dificuldades notacionais encontradas por Arquimedes, e pode-se propor que ele parou nesse número ele não inventou nenhum novo número ordinal (maior que o 'miriademiriadésimo') para combinar com seus novos números cardinais. Arquimedes somente usava seu sistema até 1064.
O objetivo de Arquimedes era presumivelmente dar nome a grandes potências de 10 para dar ásperas estimativas, mas brevemente depois disso, Apolónio de Perga inventou um sistema mais prático de nomenclatura de números longos que não eram potências de 10,mas baseado na nomenclatura de potências de um miríade.
Por exemplo
{\displaystyle M^{\!\!\!\!\!{}^{\beta }}} seria um miríade elevado ao quadrado.
Muito mais tarde, mas ainda na Antiguidade, o matemático grego Diofanto (terceiro século) usou uma notação similar para representar números longos.
Os Romanos, que eram menos interessados em assuntos teóricos, expressavam 1000000 (um milhão) como decies centena milia, ou seja, 'dez centenas de milhares';  foi só no século XIII que a (originalmente francesa) palavra 'milhão' foi introduzida.

## Índia Medieval
Os indianos, que inventaram sistema numérico posicional, junto com os números negativos e o zero, eram mais avançados nesses aspectos. Por volta do século VII d.C, matemáticos indianos eram familiares o bastante com a noção de infinito, definindo-o como "a quantidade da qual o denominador é zero".

## Infinito
O último em números longos foi, até tempos recentes, o conceito de infinito, um número definido por ser maior que qualquer número finito, e usado na teoria matemática de limites.
Contudo, desde o século XIX, matemáticos têm estudado os números transfinitos, números que não são só maiores que qualquer número finito, mas também, do ponto de vista da teoria dos conjuntos, maiores que o conceito tradicional de infinito. Destes números transfinitos, talvez o mais extraordinário, e argumentavelmente, se eles existem, "maior", são os grandes cardinais. O conceito de números transfinitos, contudo, foi primeiramente considerado por matemáticos indianos Jaina, tão longe quando 400 a.C..